# Représentations diplomatiques de Chypre

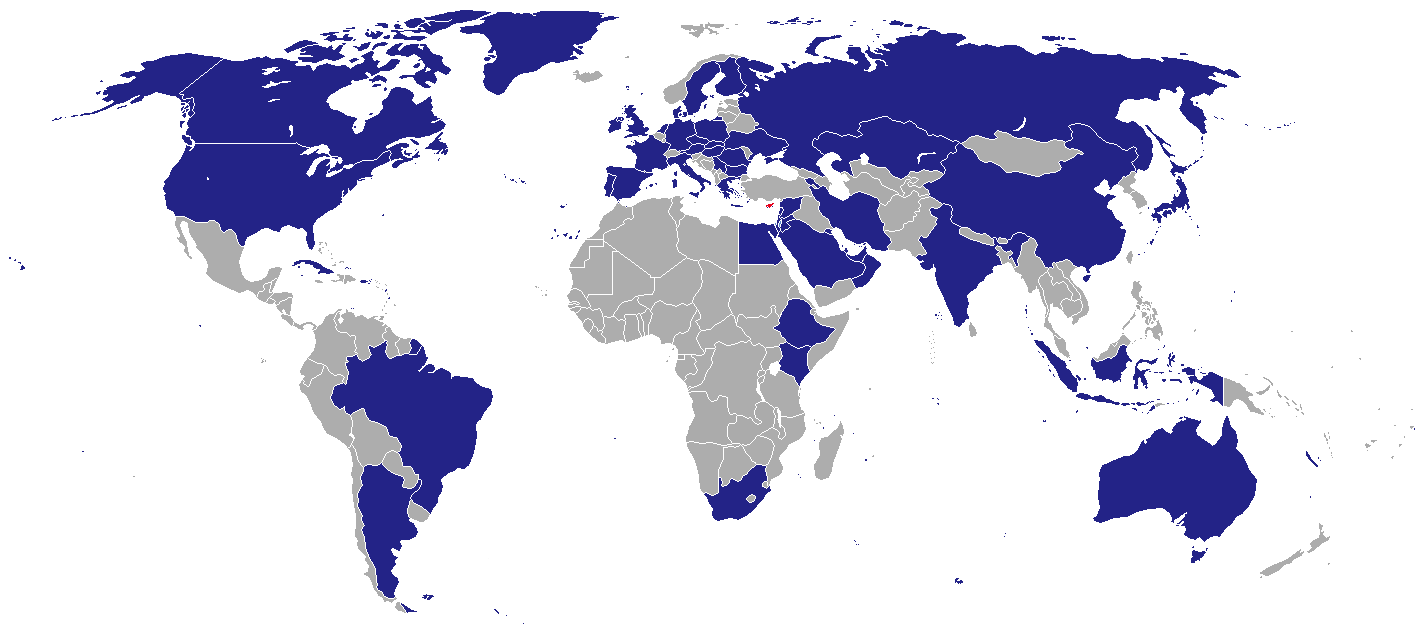
Missions diplomatiques de Chypre.

Ceci est une liste des représentations diplomatiques de Chypre. 
Chypre a une présence diplomatique modeste. Chypre du Nord possède ses propres missions diplomatiques, mais seulement en Turquie, le seul pays qui reconnaît la république turque de Chypre du Nord. La république de Chypre elle-même n'a pas de présence diplomatique en Turquie.

## Afrique
- Afrique du Sud
  - Pretoria (haut-commissariat)
- Kenya
  - Nairobi (haut-commissariat)
- Égypte
  - Le Caire (ambassade)

## Amérique
- Argentine
  - Buenos Aires (ambassade)
- Brésil
  - Brasilia (ambassade)
- Canada
  - Ottawa (haut-commissariat)
- Cuba
  - La Havane (ambassade)
- États-Unis
  - Washington (ambassade)
  - New York (consulat général)

## Asie
- Arabie saoudite
  - Riyad (ambassade)
- Arménie
  - Erevan (ambassade)
- Bahreïn
  - Manama (ambassade)
- Chine
  - Pékin (ambassade)
- Émirats arabes unis
  - Abou Dabi (ambassade)
- Inde
  - New Delhi (haut-commissariat)
- Indonésie
  - Jakarta (ambassade)
- Iran
  - Téhéran (ambassade)
- Israël
  - Tel Aviv-Jaffa (ambassade)
- Japon
  - Tokyo (ambassade)
- Jordanie
  - Amman (ambassade)
- Kazakhstan
  - Astana (ambassade)
- Koweït
  - Koweït (ambassade)
- Liban
  - Beyrouth (ambassade)
- Oman
  - Mascate (ambassade)
- Palestine
  - Ramallah (bureau de représentation)
- Qatar
  - Doha (ambassade)
- Syrie
  - Damas (ambassade)

## Europe
- Allemagne
  - Berlin (ambassade)
  - Hambourg (Consulat général)
- Autriche
  - Vienne (ambassade)
- Bulgarie
  - Sofia (ambassade)
- Danemark
  - Copenhague (ambassade)
- Espagne
  - Madrid (ambassade)
- Finlande
  - Helsinki (ambassade)
- France
  - Paris (ambassade)
- Grèce
  - Athènes (ambassade)
  - Thessalonique (consulat général)
- Hongrie
  - Budapest (ambassade)
- Irlande
  - Dublin (ambassade)
- Italie
  - Rome (ambassade)
- Pays-Bas
  - La Haye (ambassade)
- Pologne
  - Varsovie (ambassade)
- Portugal
  - Lisbonne (ambassade)
- Tchéquie
  - Prague (ambassade)
- Roumanie
  - Bucarest (ambassade)
- Royaume-Uni
  - Londres (haut-commissariat)
- Russie
  - Moscou (ambassade)
  - Krasnodar (consulat général)
  - Saint-Pétersbourg (consulat général)
  - Samara (consulat général)
  - Iekaterinbourg (consulat général)
- Serbie
  - Belgrade (ambassade)
- Slovaquie
  - Bratislava (ambassade)
- Suède
  - Stockholm (ambassade)
- Ukraine
  - Kiev (ambassade)
- Vatican
  - Rome (ambassade)[note 1]

## Océanie
- Australie
  - Canberra (haut-commissariat)

## Organisations multilatérales
- Conseil de l'Europe
  - Strasbourg (mission permanente)
- Union européenne
  - Bruxelles (mission permanente)
- Organisation maritime internationale
  - Londres (mission permanente)
- Organisation des Nations unies pour l'alimentation et l'agriculture
  - Rome (mission permanente)
- Organisation pour la sécurité et la coopération en Europe
  - Vienne (mission permanente)
- Nations unies
  - Genève (mission permanente)
  - New York (mission permanente)
- UNESCO
  - Paris (mission permanente)

## Galerie

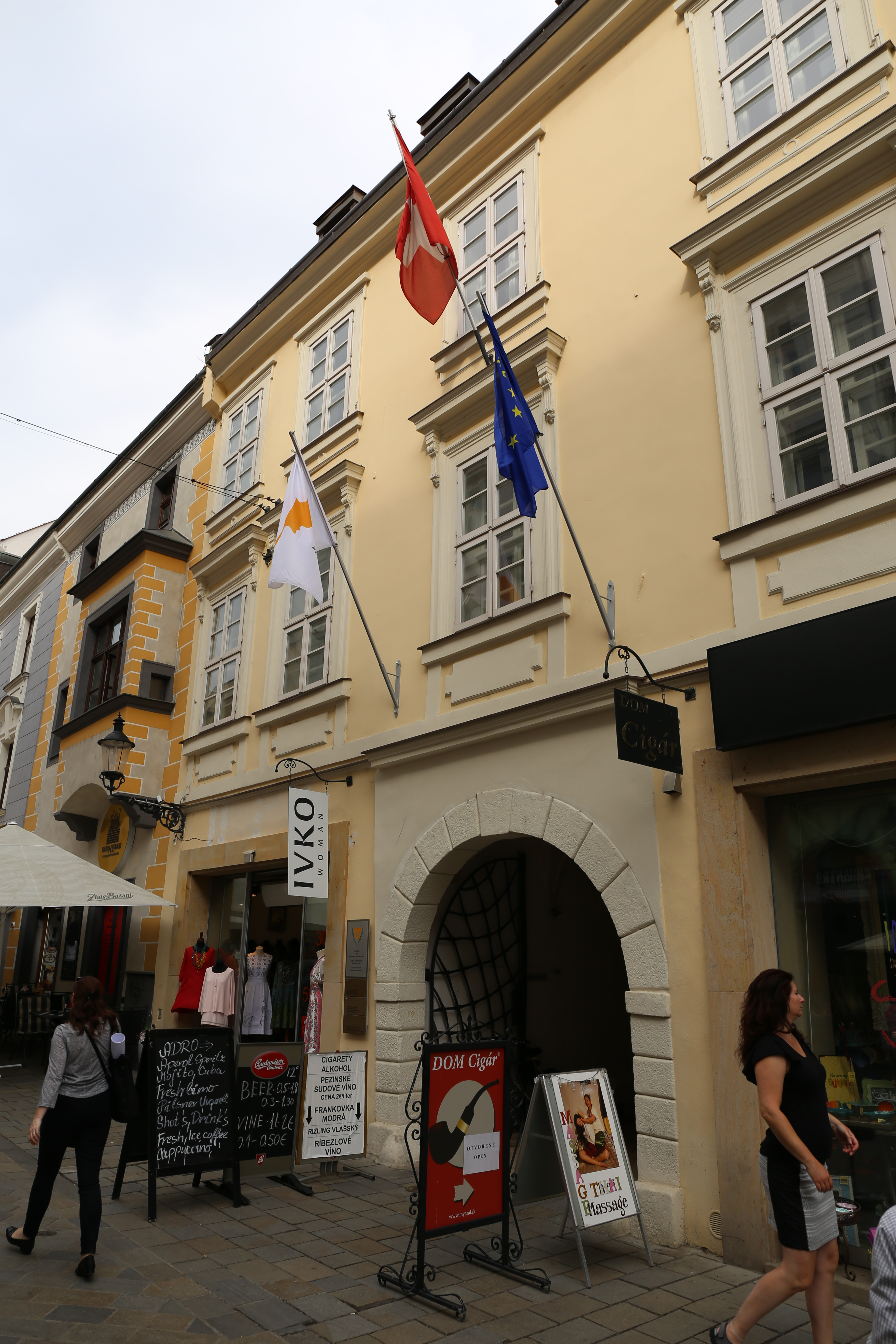
Ambassade à Bratislava.
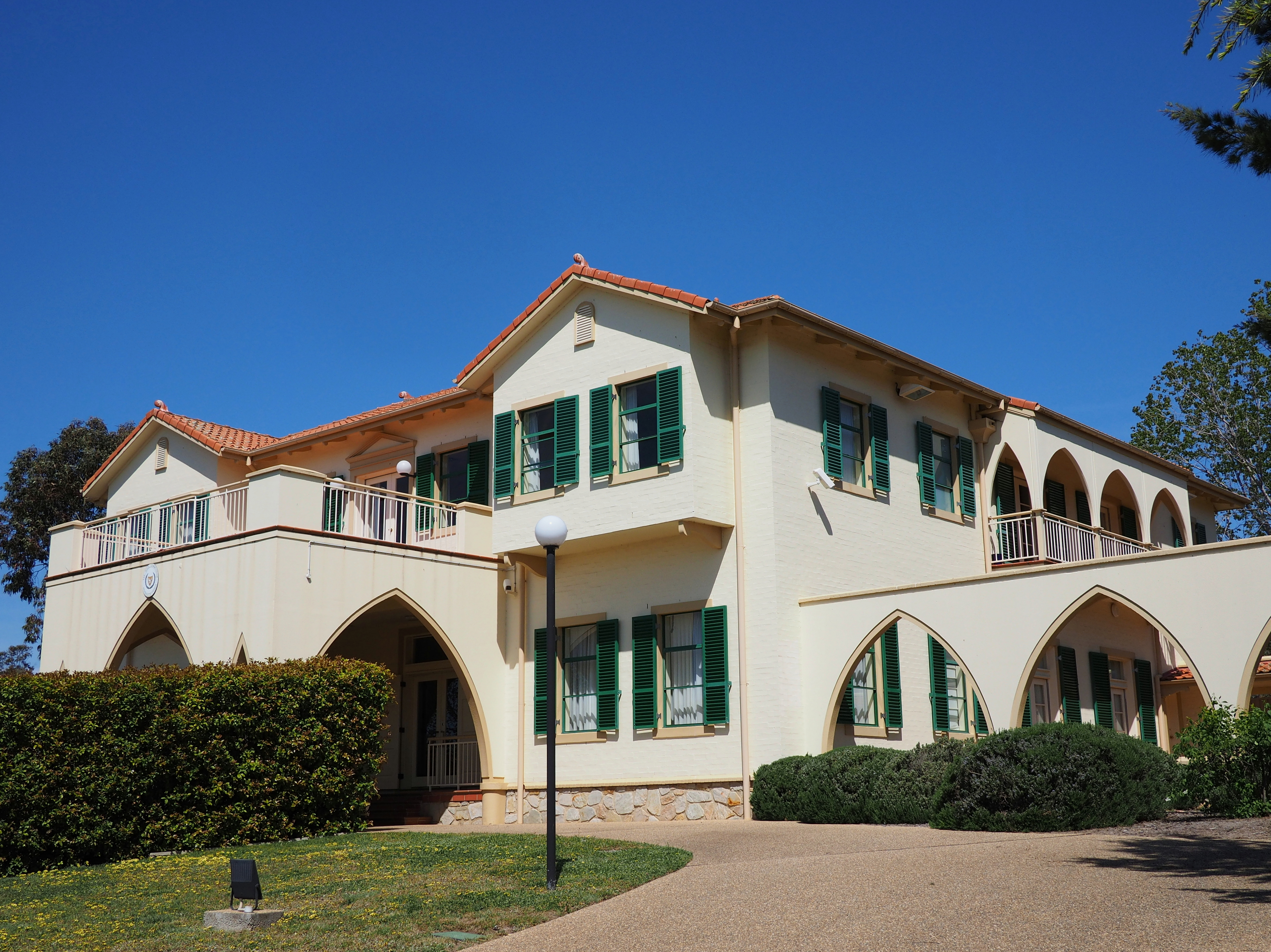
Haut-commissariat à Canberra.
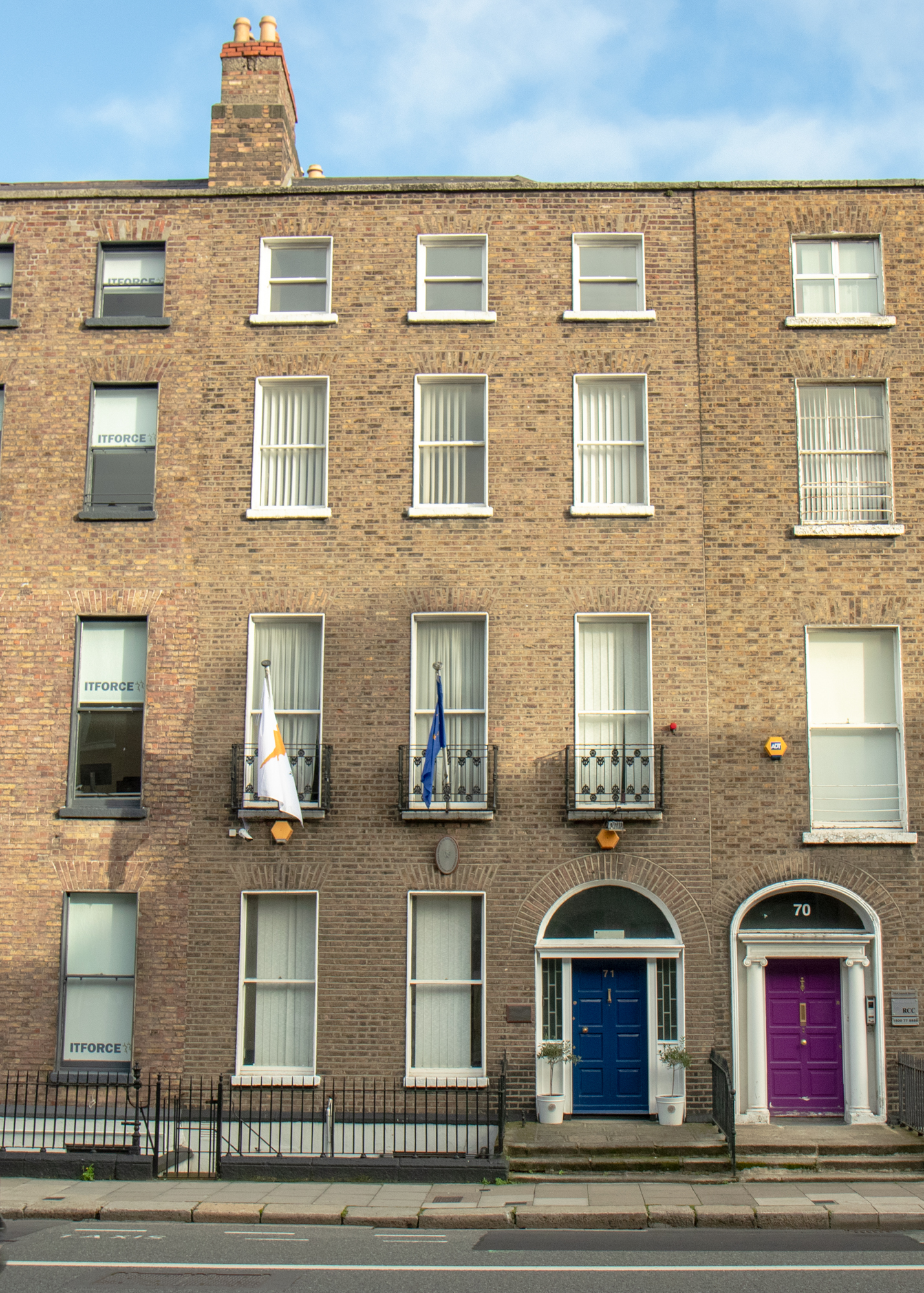
Ambassade à Dublin.
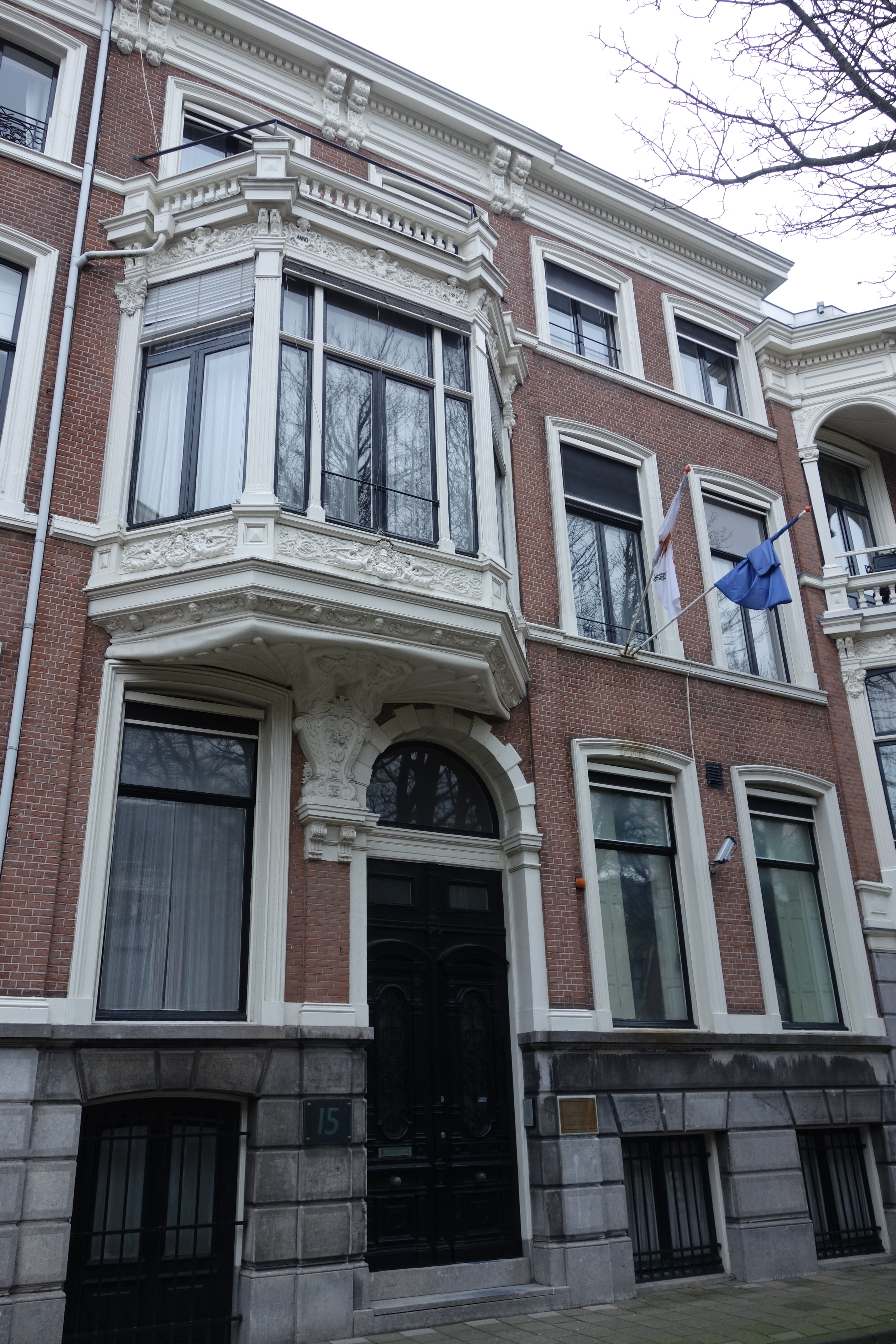
Ambassade à La Haye.
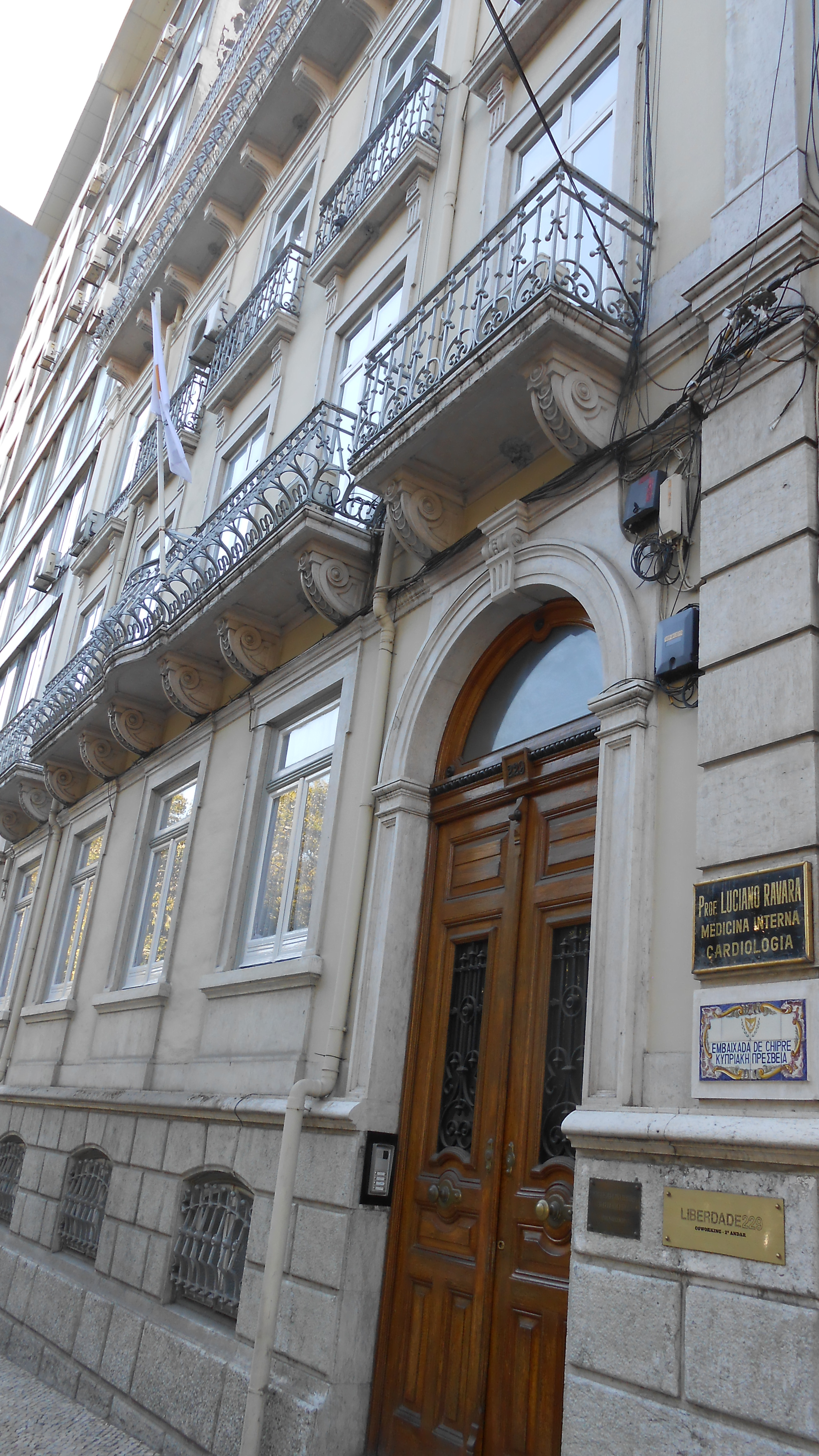
Ambassade à Lisbonne.
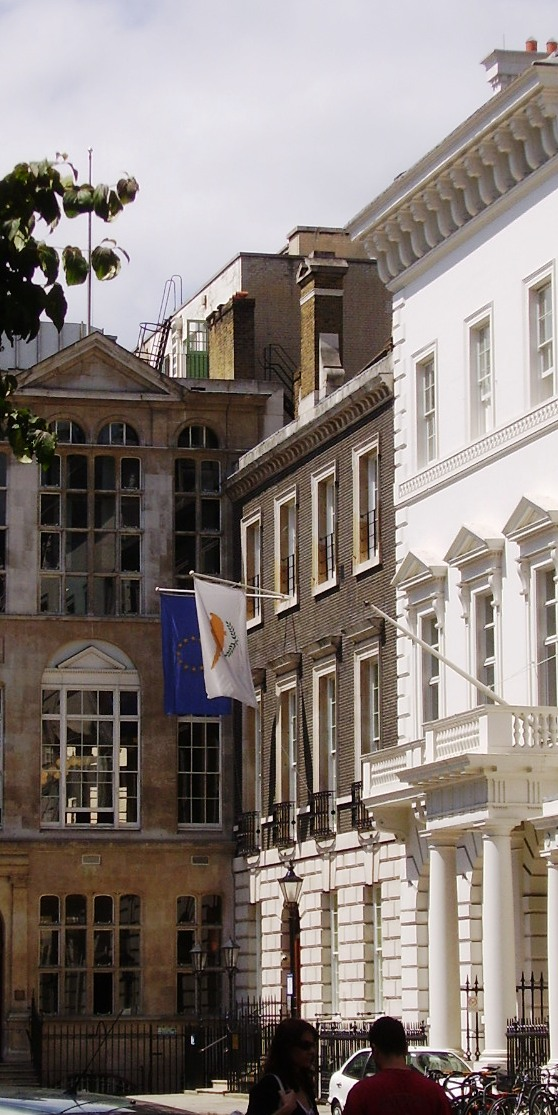
Haut-commissariat à Londres.
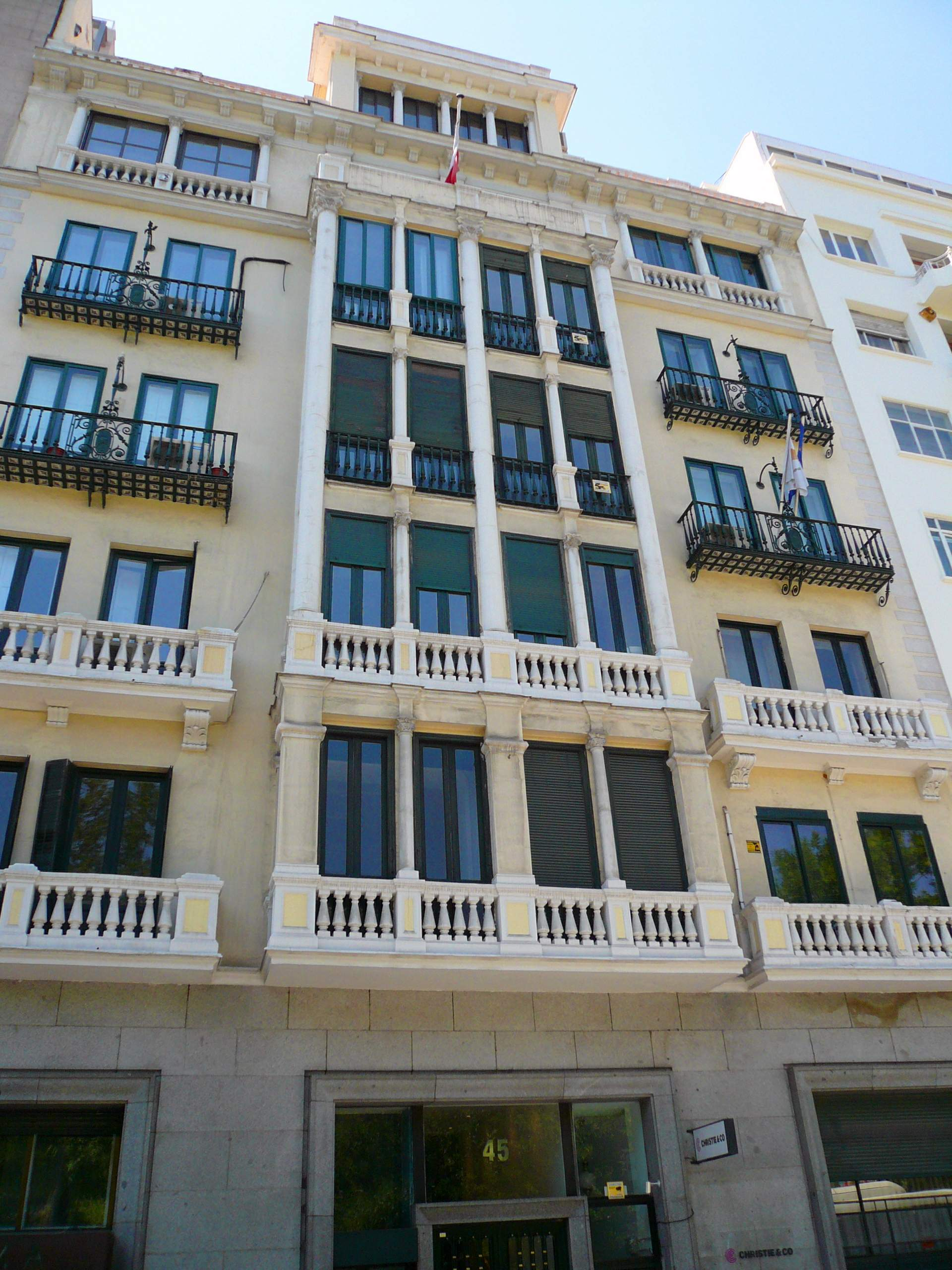
Ambassade à Madrid.
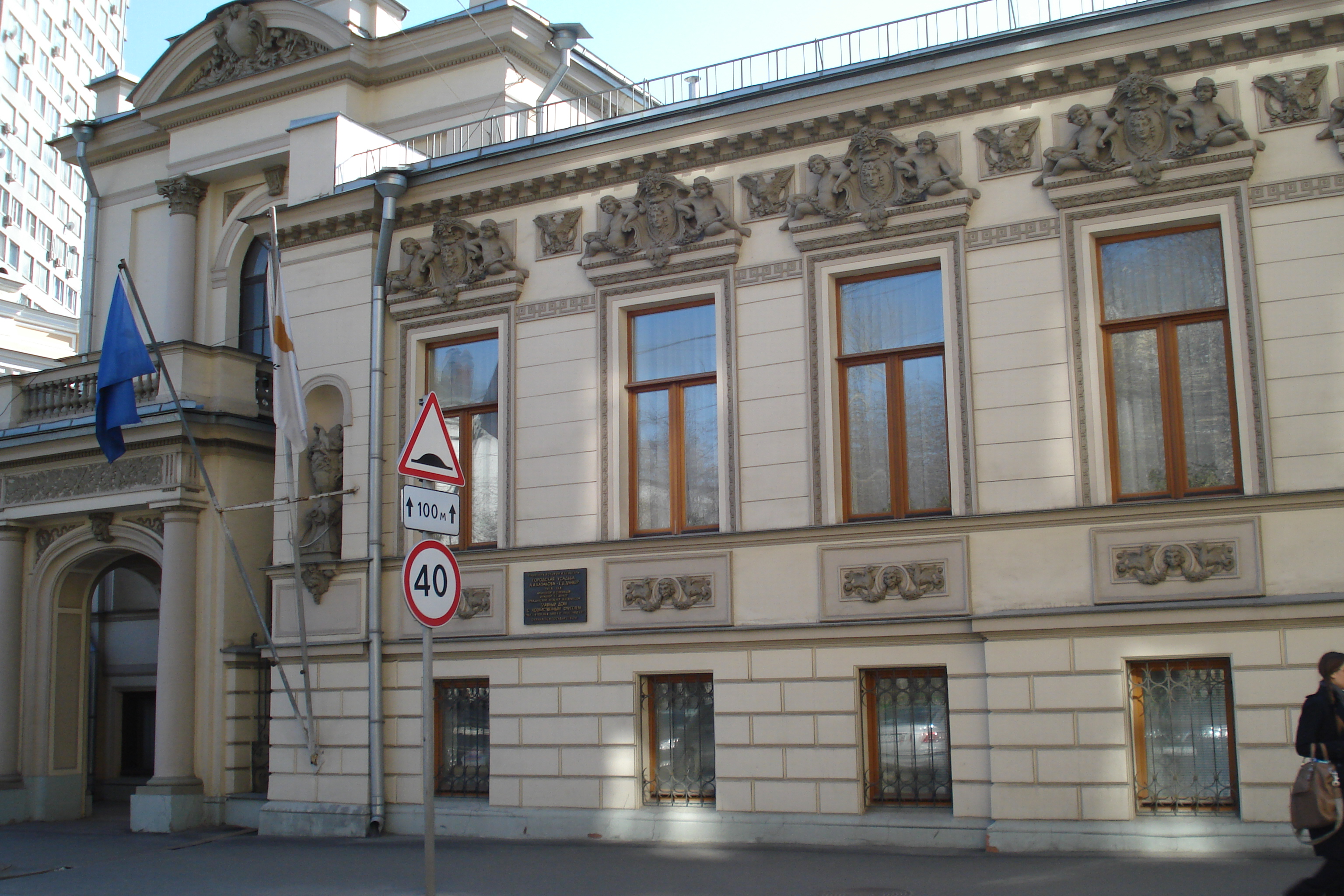
Ambassade à Moscou.
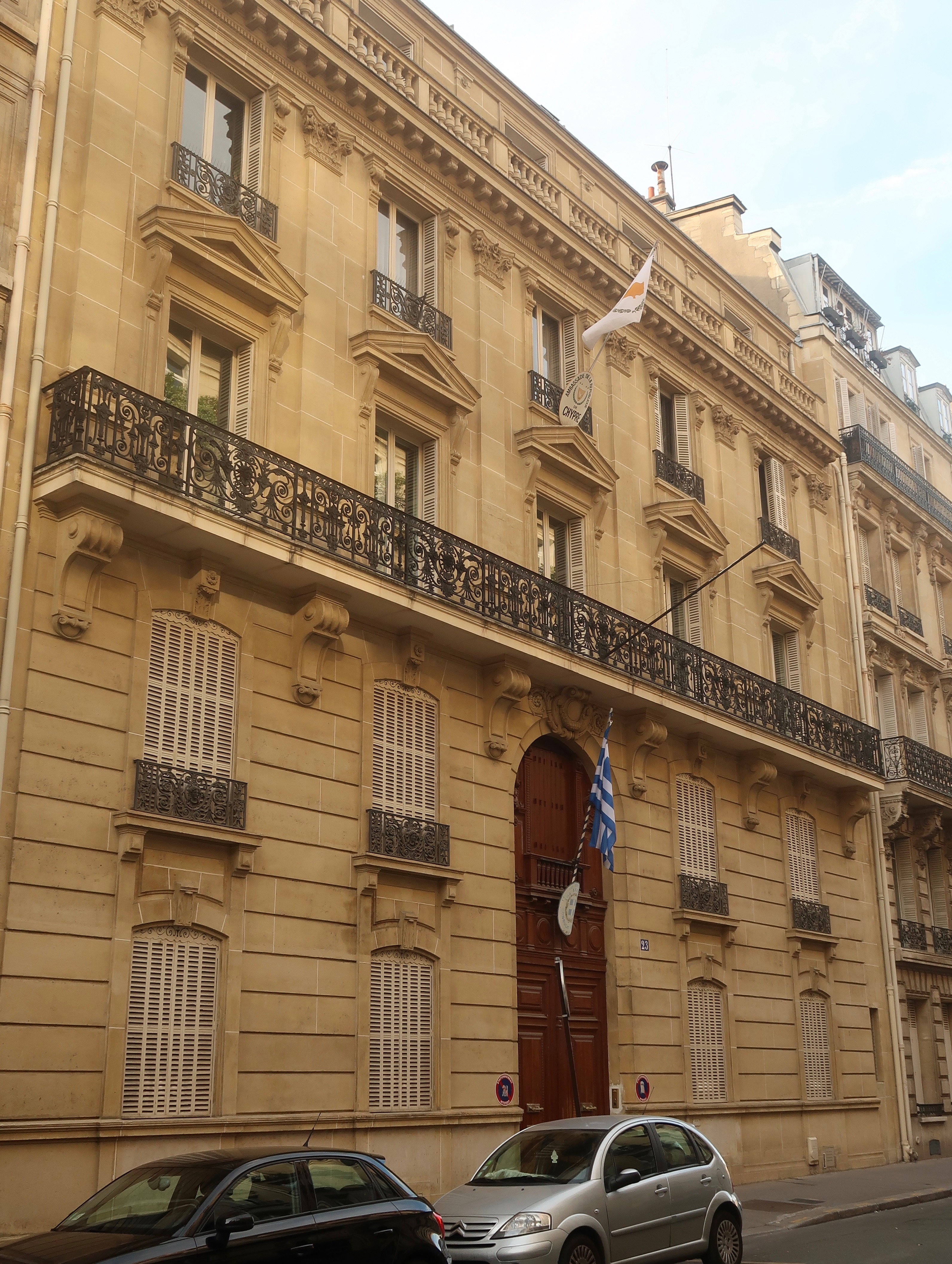
Ambassade à Paris.
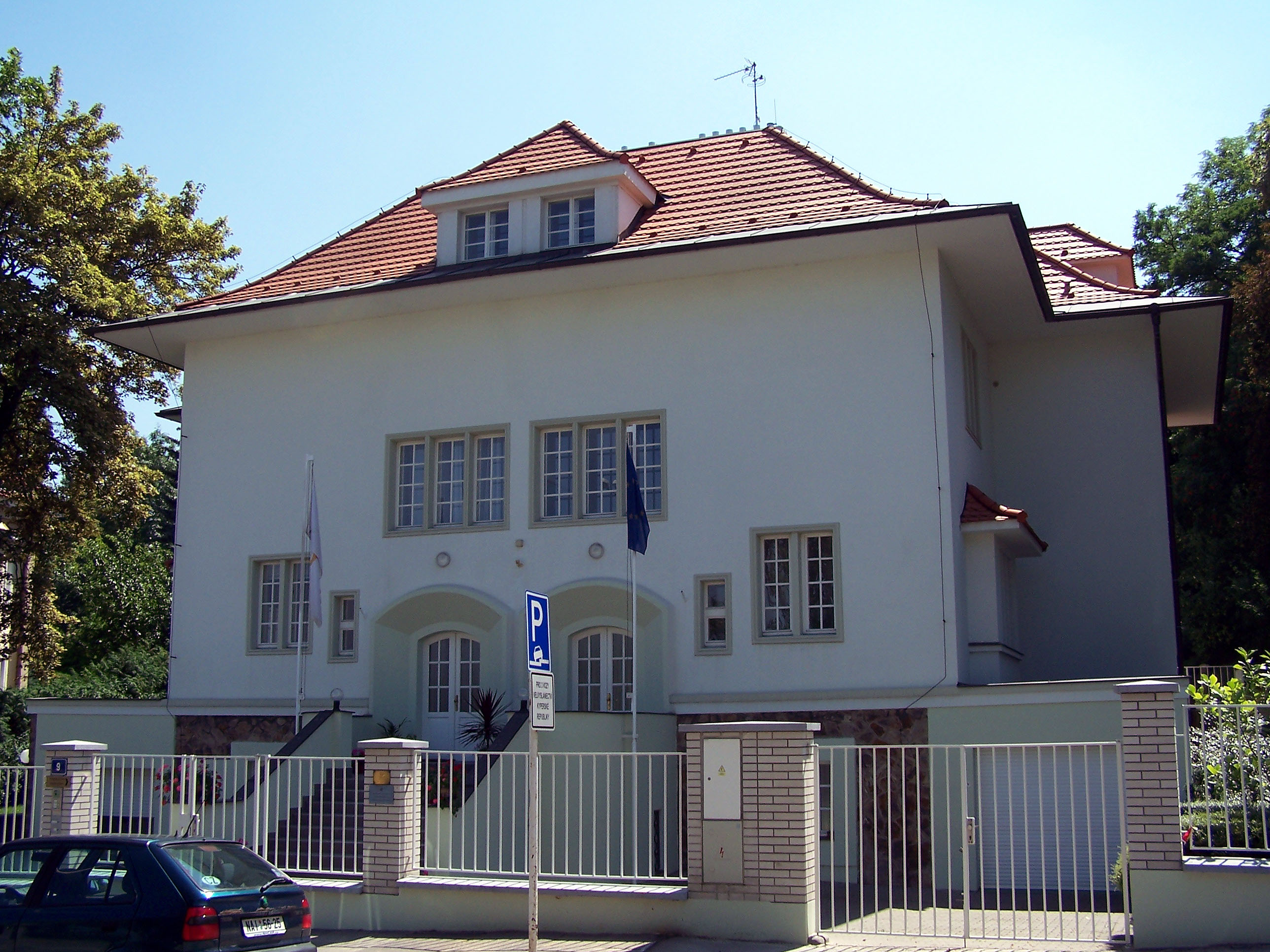
Ambassade à Prague.
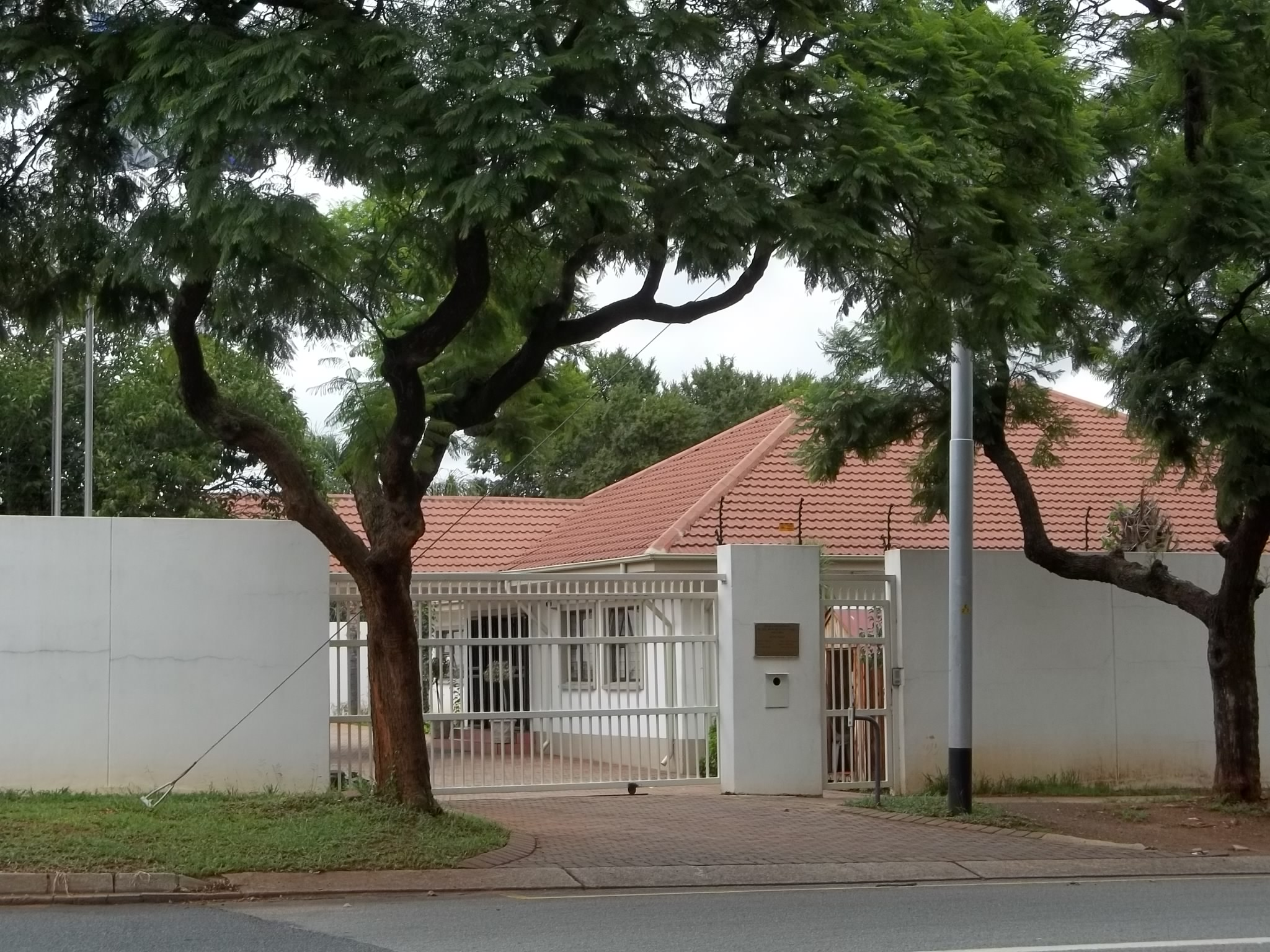
Haut-commissaria à Pretoria.
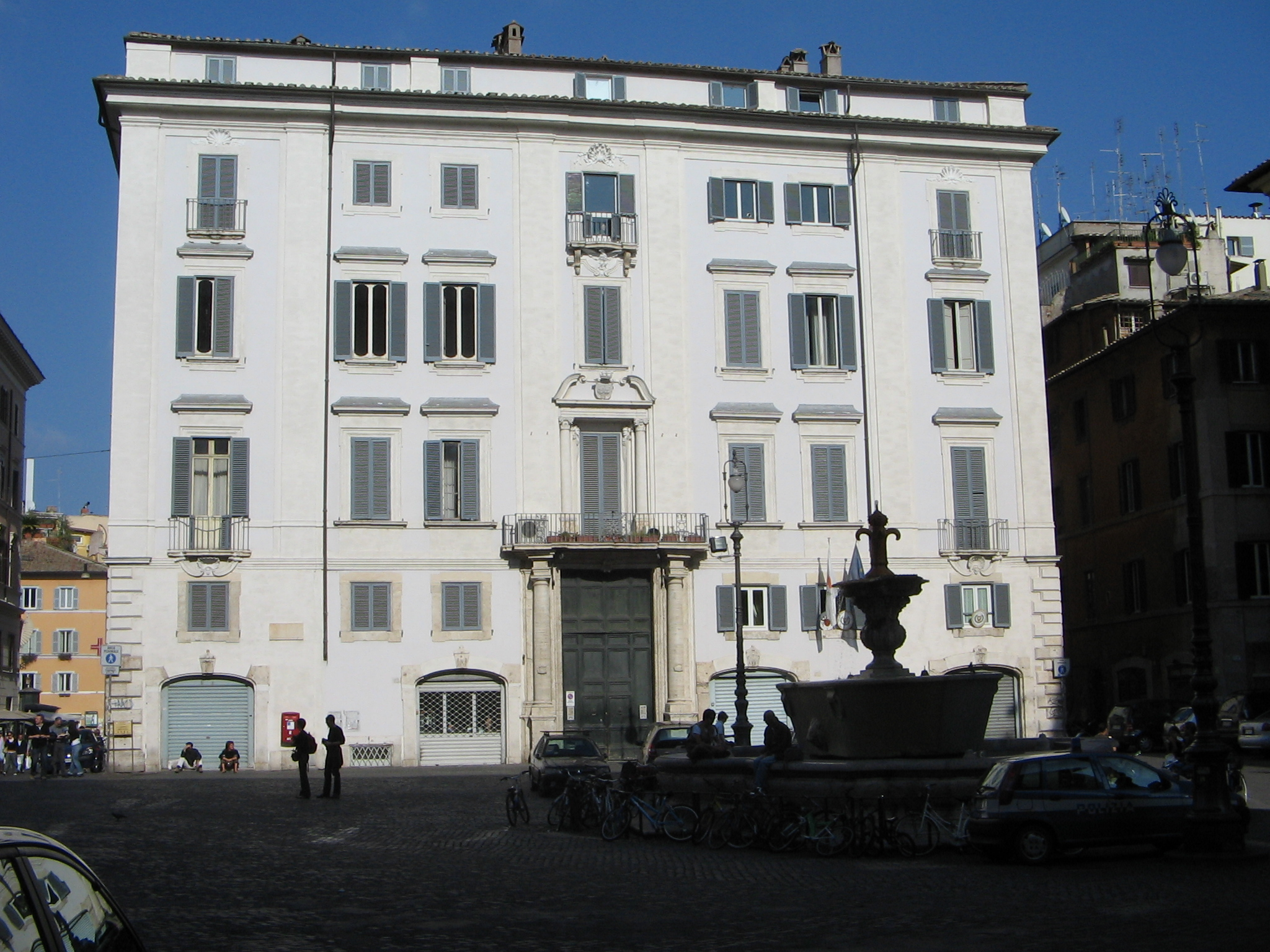
Ambassade près le Saint-Siège à Rome.
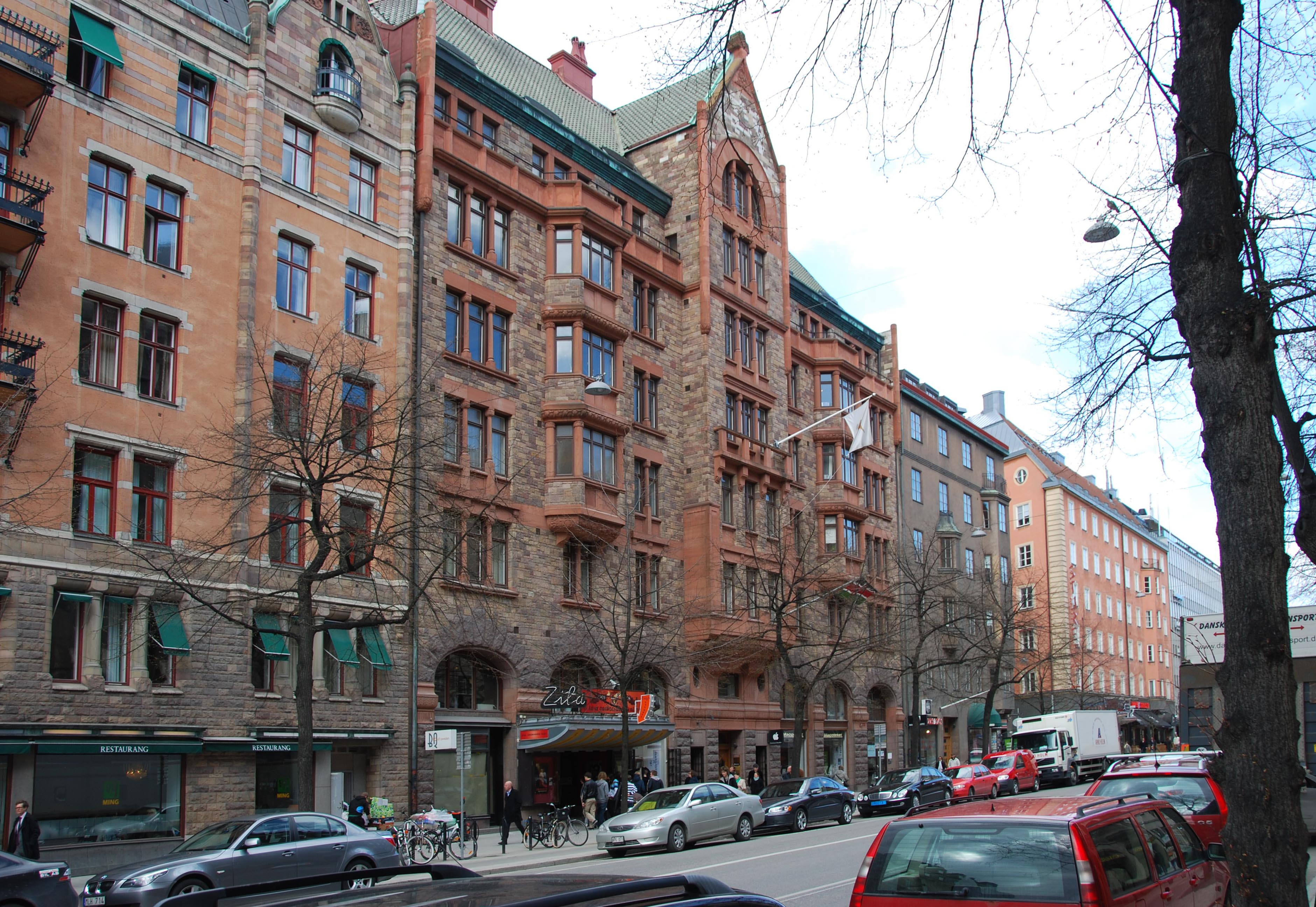
Ambassade à Stockholm.
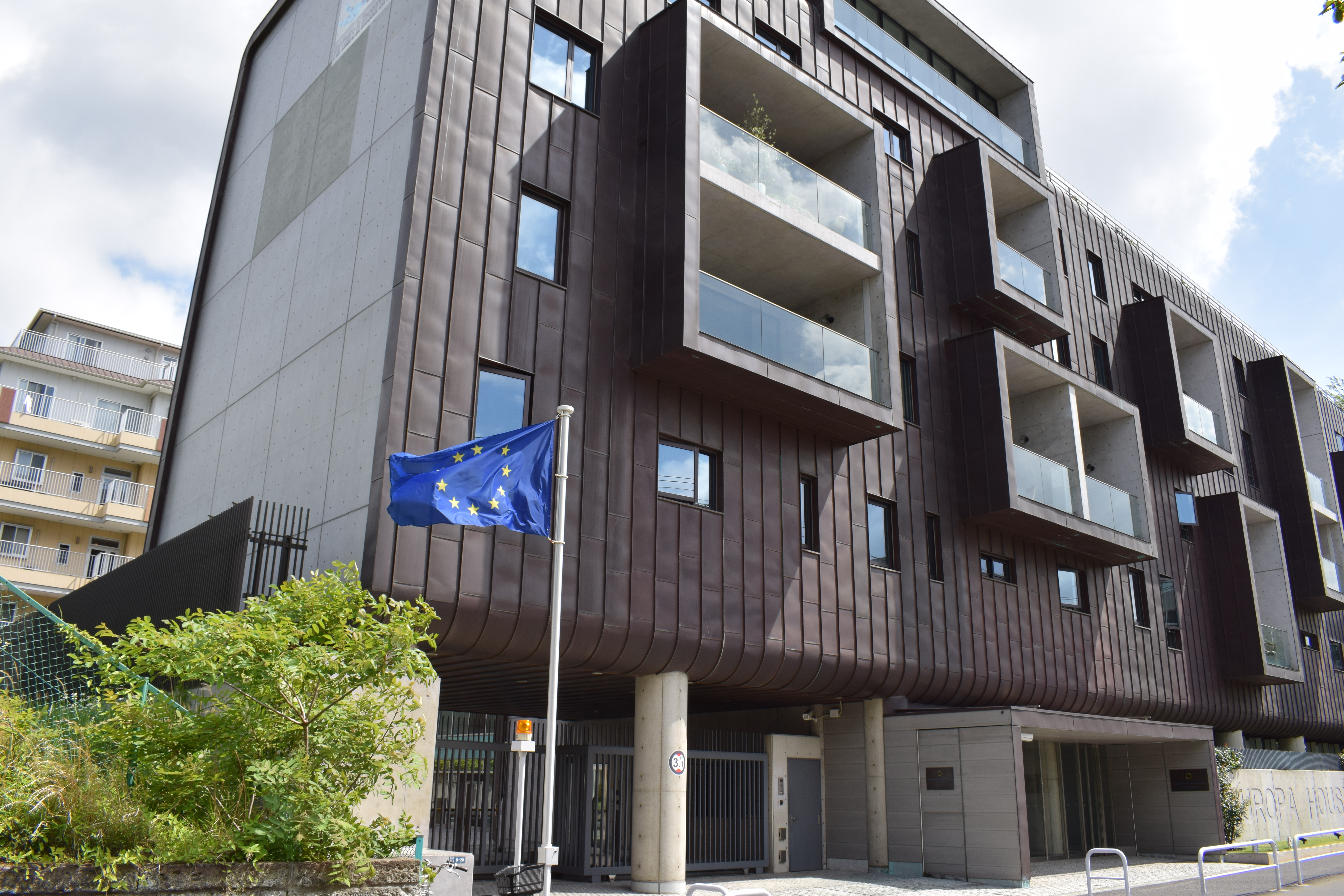
Ambassade à Tokyo.
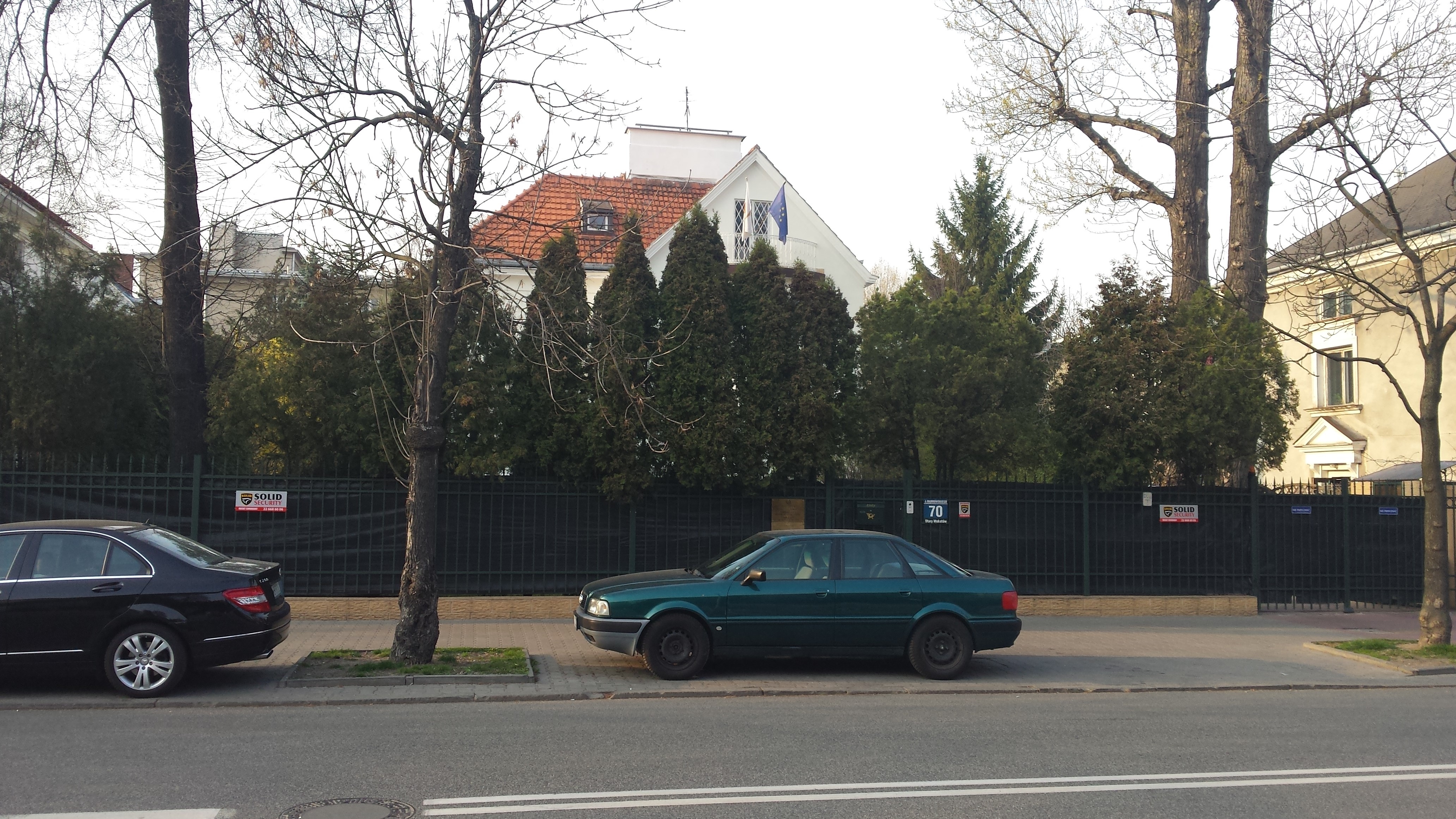
Ambassade à Varsovie.
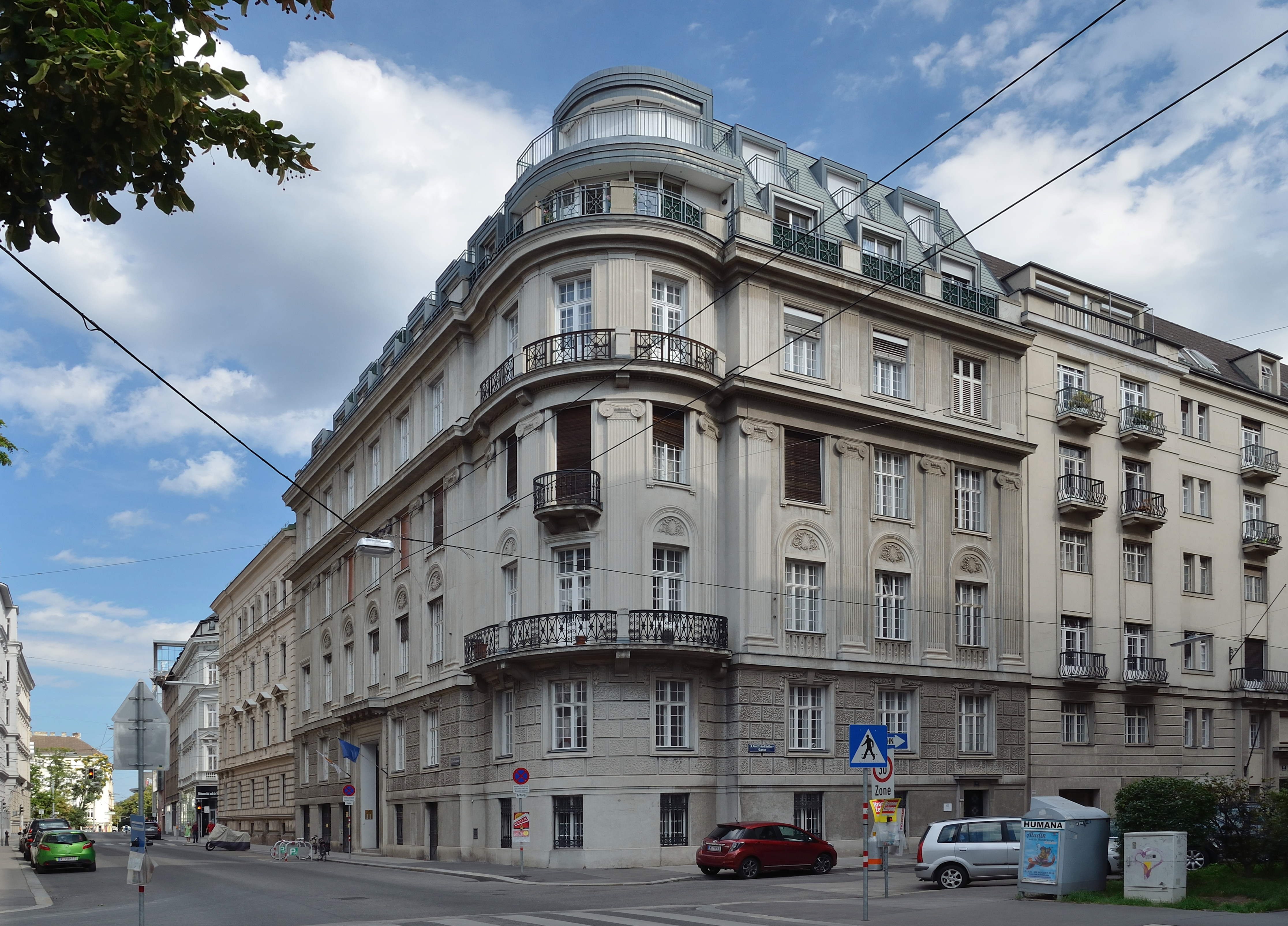
Ambassade à Vienne.
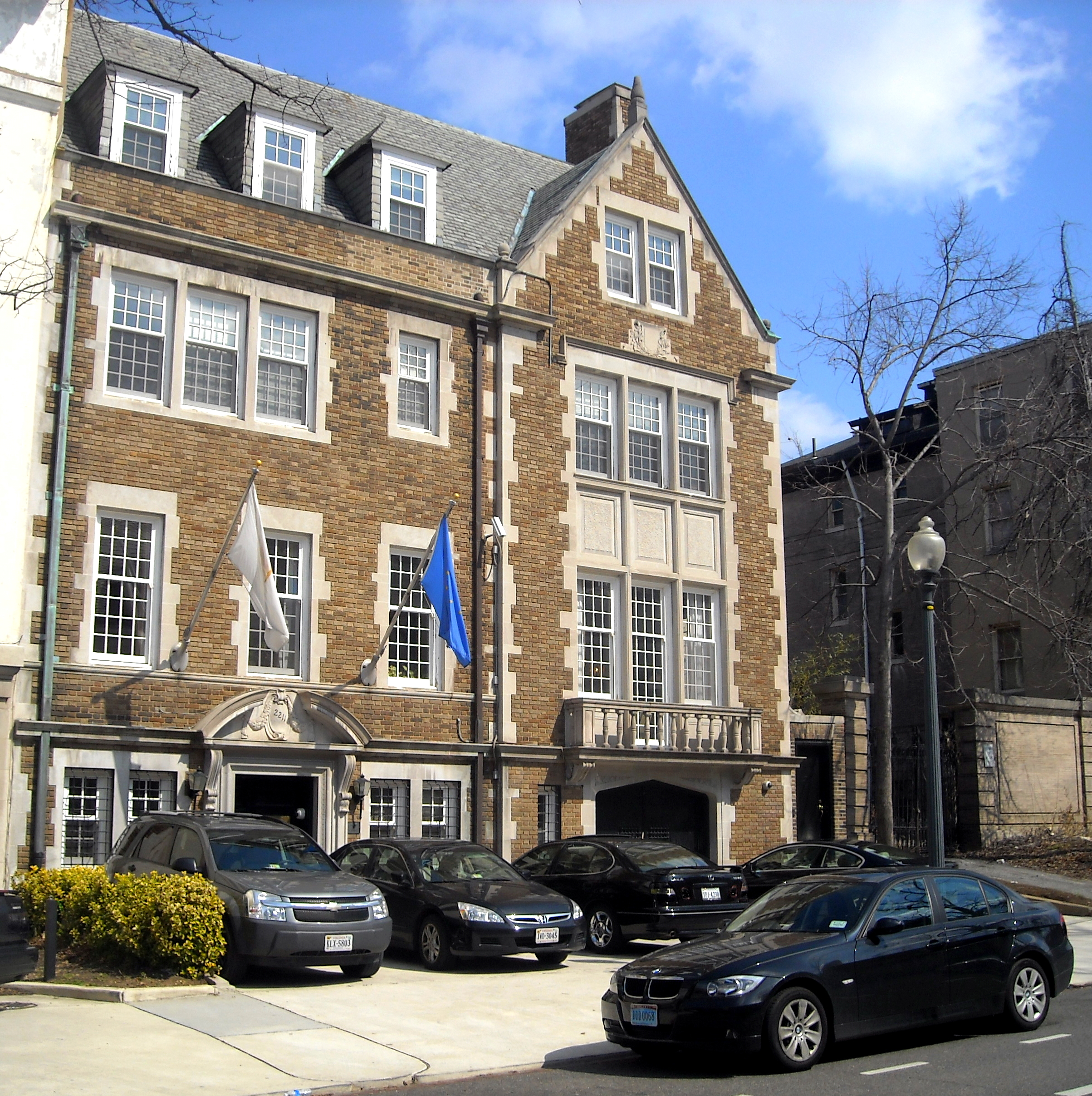
Ambassade à Washington.